# 이타바시슈쿠

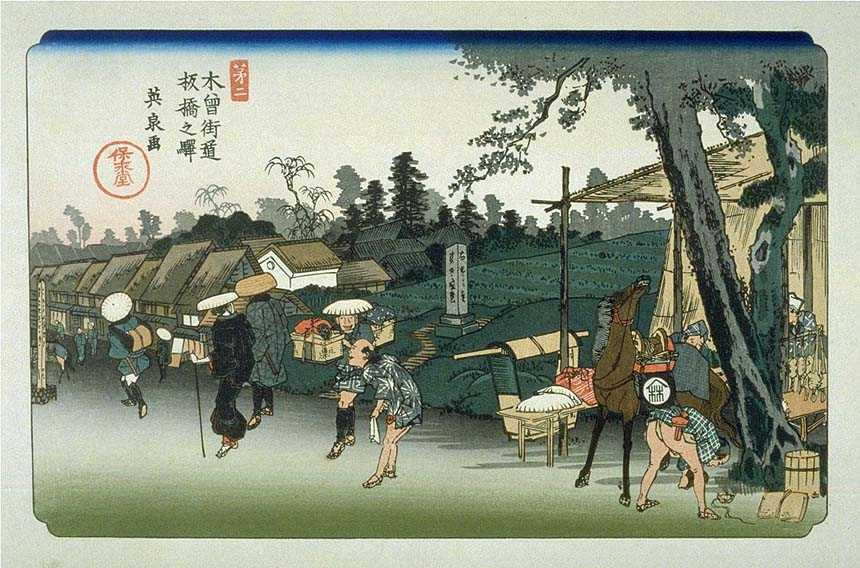
케이사이 에이센 『木曾街道 板橋之驛』

이타바시슈쿠(일본어: 板橋宿 いたばししゅく[*])는 일본 근세에 해당하는 에도 시대에 정비되어 번성했던 슈쿠바마치이다. 나카센도 육십구차 중 에도 니혼바시에서 세어 첫번째 슈쿠바 (무사시국 중 첫번째 슈쿠바)이다. 동시에 카와고에 가도 (카와고에코다마 왕환)의 기점이기도 하다.
소재지는 에도 시대에는 도카이도 무사시국 토요시마군 이타바시향 시모이타바시촌이다. 현재 주소로는 도쿄도 이타바시구 혼마치 및 나카주쿠, 이타바시 1초메, 3초메에 해당한다.

## 교통 기본 정보

### 나카센도의 구간
- 에도 니혼바시에서 교토 산죠오오하시까지의 전구간 135리 24정 8간 (약 532.8km) 중
  - 에도 니혼바시 - 이타바시슈쿠 : 2리 반 (약 9.8km)
  - 이타바시슈쿠 - 와라비슈쿠 : 2리 10정 (약 8.9km)
  - 이타바시슈쿠 - 교토 산죠오오하시 133리 6정 8간 (약 523km)
- 에도 시대의 성인 남성은 통상, 여행 하루에 약 10리 (평지 8~10시간에 약 40km. 시속 약 4~5km)를 걸었다고 한다.

### 나카센도의 이치리즈카
- 나카센도의 이치리즈카 목록

분고오이와케 (1리) - 히라오 (2리) - 시무라 (3리) - 토다 (4리)

### 근처 슈쿠바, 분기점
- 나카센도

에도 (니혼바시) - 이타바시슈쿠 - 와라비슈쿠
와키왕환(脇往還)
- 카와고에 가도 (카와고에코다마 왕환)

이타바시슈쿠 (히라오슈쿠) - 카미이타바시슈쿠
- 후지대산도 (현 후지 가도)

이타바시슈쿠보다 위쪽 (교토쪽)으로 1리가 넘은 시무라에서 사가미 대산에 이른다.

### 현대의 교통
- 철도 (근처 역)
  - 동일본여객철도 (JR동일본), 사이쿄선 이타바시역
  - 토부 토죠선 시모이타바시역
  - 도에이 지하철 미타선 이타바시혼쵸역 (카미슈쿠), 이타바시쿠야쿠쇼마에역 (나카슈쿠), 신이타바시역 (히라오슈쿠)
- 노선버스
  - 코쿠사이코교버스 이케20계통 : 이케부쿠로역 서쪽 출구 - 니시다이역 경유 - 타카시마헤이조 차장 및 이케21계통 : 이케부쿠로역 서쪽 출구 - 후나토쵸 경유 - 타카시마헤이조역이 당 지역의 나카센도 (국도17호)를 경유하고 있다.
    - 나카슈쿠 지구 : 이타바시구청, 나카슈쿠
    - 카미슈쿠 지구 : 카미슈쿠, 오오와정
    - 시무라 지구 : 시무라 이치리즈카, 시무라 사카가미, 시무라 사카시타
- 자동차 도로
  - 국도 17호
  - 국도 122호
  - 국도 254호
  - 도쿄도로311호환상8호선 (칸파치도오리)

## 출신ㆍ연고 인물
- 이다 다카오 (도쿄시의회 의원, 구의회 의원)
- 이다 쇼지로 (지주)
- 이다 마사오
- 이다 마사시

## 같이 보기
- 고카이도
  - 나카센도 - 나카센도 육십구차
  - 도카이도 - 도카이도 오십삼차
- 에도 사숙